# Knatteskutt
Knatteskutt är namnet på en barnverksamhet organiserad av Sweden Sport Academy. Verksamheten finns på cirka 130 platser i Sverige och har två inriktningar, dans och idrott. Barn i åldern 2-4 år deltar tillsammans med en förälder. Exempel på idrotter kan vara gymnastik, friidrott, och olika bollsporter. Huvudkontoret finns i Växjö. Verksamheten har under 10 års tid gått från 0 till 1000 anställda idrottsledare.
Organisationen är byggd över hela Sverige med regionalt ansvariga ute i landet. Verksamheten har också¨bedrivits i Finland under finska varumärket Lassiloikka. Verksamheten har också gjort försök att starta upp i USA, som dock inte hade tillräckligt stor volym för att kunna fortsätta.

## Historik
År 2007 startade Sweden Sport Academy en idrottsskola, Sport Academy, för barn mellan 6 och 11 år. Deltagarna tränar olika idrotter en timme per vecka under en termin, höst och vår. Sport Academy startades hösten 2007 i åtta olika städer: Växjö, Halmstad, Jönköping, Göteborg, Örebro, Falun, Mora och Umeå. Sommaren 2008 bildades ett nytt dotterbolag, Aktiebolaget Svenska Idrottsfrämjandet i Växjö. Hösten 2009 fick Svenska Idrottsfrämjandet ett systerföretag i Finland, Finland Sport Academy. Sport Academy startades där i åtta olika städer. Våren 2011 bytte Sport Academy namn till Knatteskutt respektive Lassiloikka. Anledningen var att få ett mer passande namn på verksamheten då majoriteten av deltagarna var 4-5 år. Hösten 2011 fanns Knatteskutt i 103 svenska städer och 63 finska städer. Förutom Knatteskutt arrangerar Aktiebolaget Svenska Idrottsfrämjandet även Sport Camps sommarläger sedan 2004 under namnet Sweden Sport Academy och sedan 2015 dansskolan Star Dance för barn i åldern 7-14 år. Sedan hösten 2015 heter bolaget SSA Sweden Sport Academy AB.